# 李森 (清朝)
李森（？—1851年），字韡鄂，號春谷。江西永新縣人，清朝政治人物。

## 生平
李森自幼聰穎，少年補為生員，學習經學，兼通天文、地理、筮算等書，特別精於《易經》。道光十五年（1835年）乙未科鄉試中舉人，道光二十七年（1847年）考中丁未科張之萬榜三甲第一名進士。與徐樹銘、李鴻章、沈葆楨、馬新貽等同年。朝考後分至廣西任思恩縣（今环江毛南族自治县）知縣，方才就任即訪問鄉里，體察民情，并上書萬余言，得到時任廣西巡撫鄭祖琛器重。任內革除積弊，提倡恢復環江書院，深受士民愛戴。道光二十九年（1849年），分校己酉科鄉試。不久，適逢反清起事，李森以辦糧之功陞知州。道光三十年（1850年），敵兵圍困武緣縣（今武鳴縣），知縣身故，上級委任李森代理，籌辦團練剿匪事宜。在任一年，因積勞成疾病逝。

## 家族
父為諸生，在本地教書為業，且精通醫術，救人甚眾。

## 著作
李森生前著有《周易易簡》若干卷。

## 纪念
身後，神主入祀武緣當地徐周二公祠。同治四年（1865年），江西巡撫沈葆楨題請將其入祀鄉賢祠。同治《永新縣志》有傳。